# Dứa gai

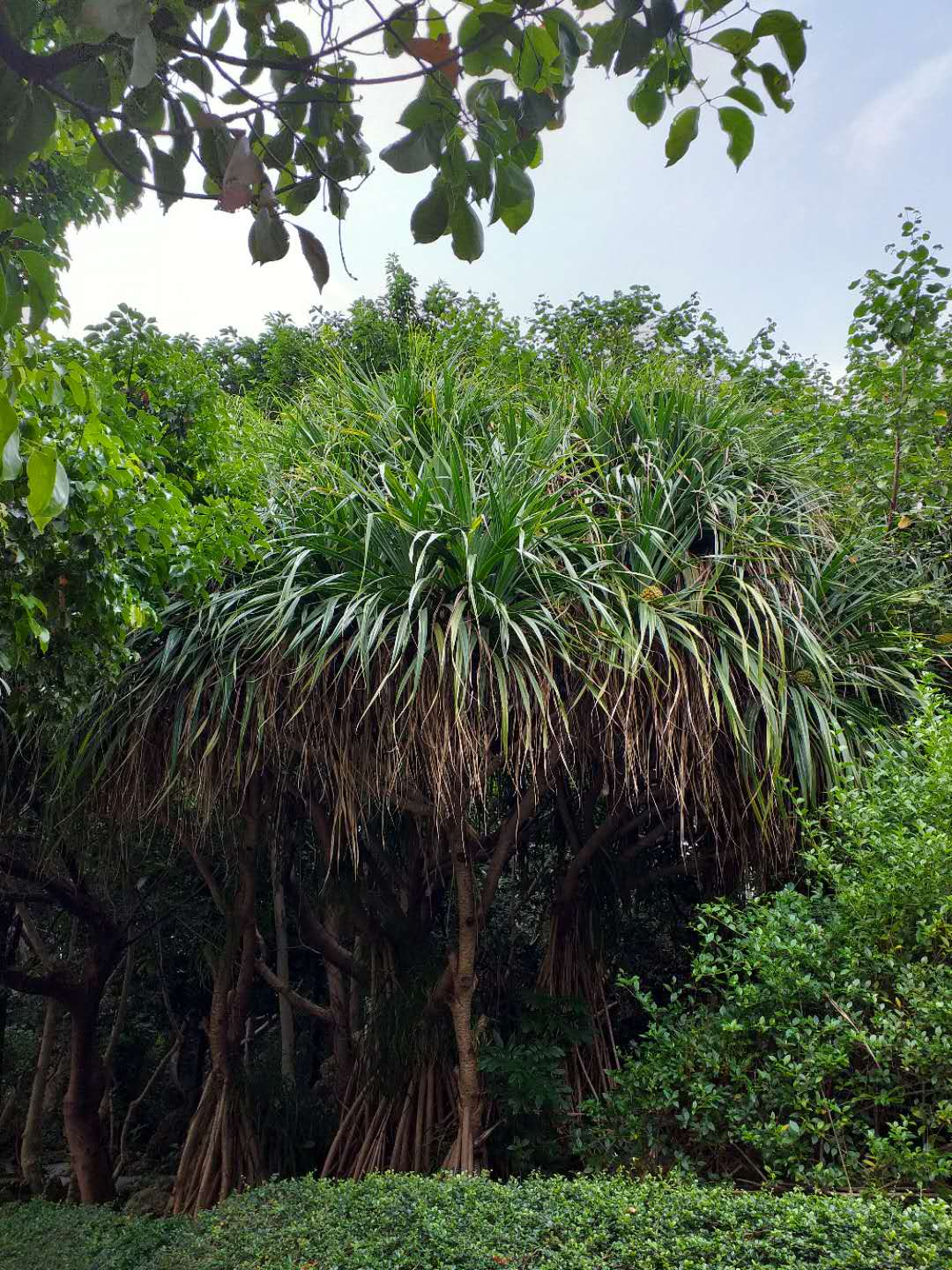
Growth habit

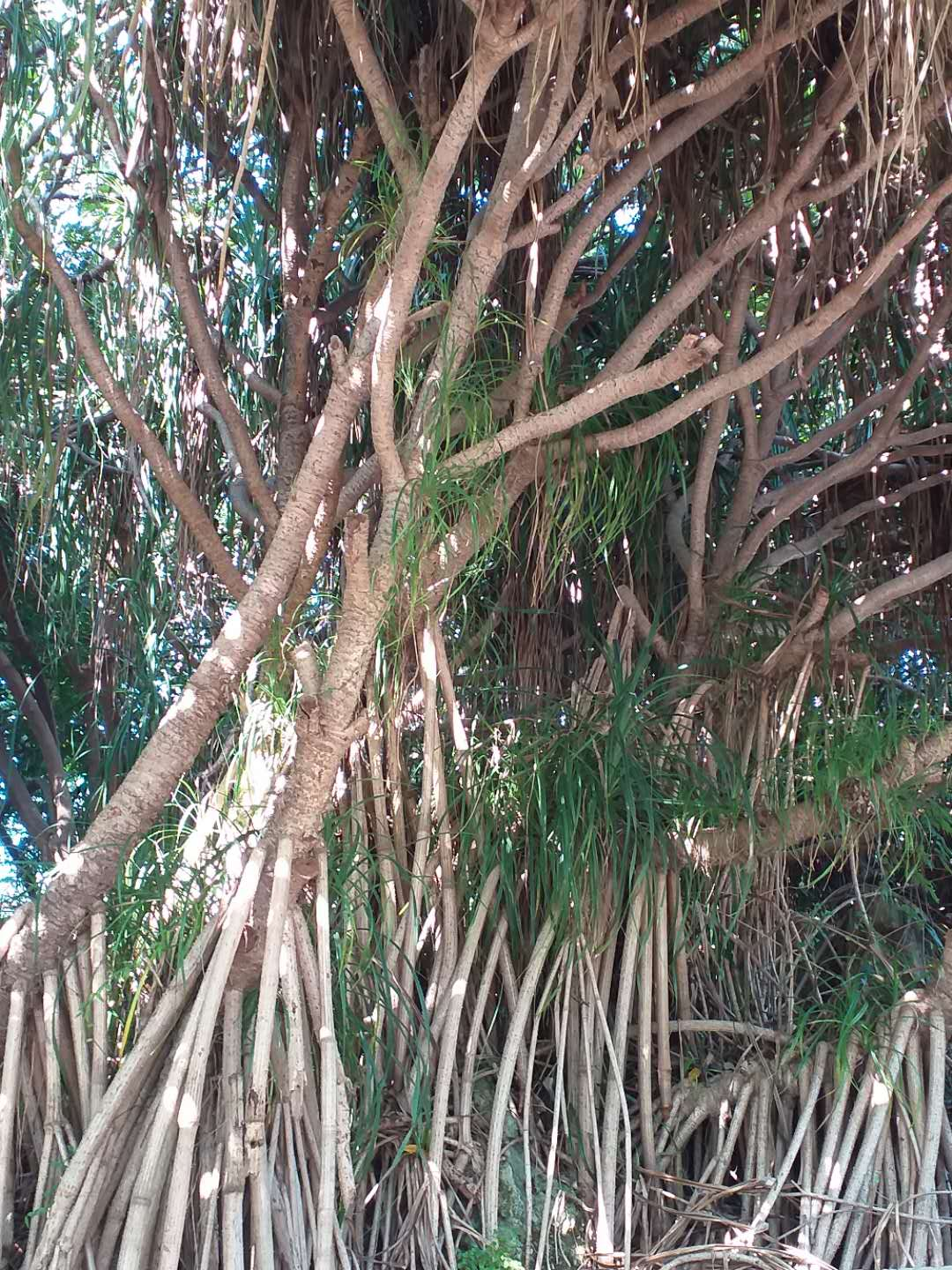
Aerial roots

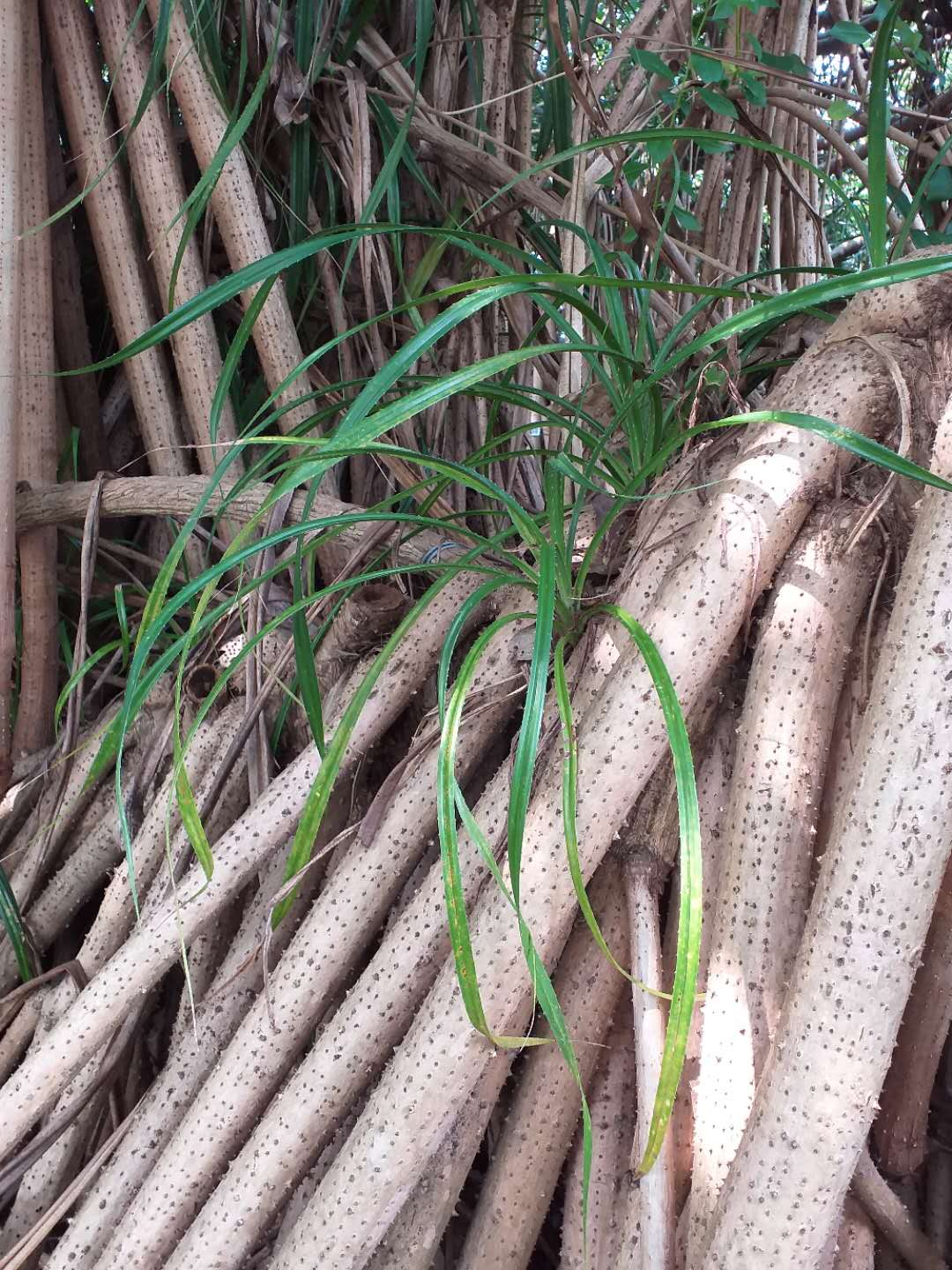
Spiny aerial roots and leaflet

Dứa gai hay dứa dại (danh pháp khoa học: Pandanus tectorius) là một loài thực vật có hoa trong họ Dứa dại. Nó có nguồn gốc từ phía đông Australia và các đảo Thái Bình Dương. Loài này được Parkinson ex Du Roi miêu tả khoa học đầu tiên năm 1774.Quả của cây này thường được gọi là quả Hala.